# China State Shipbuilding Corporation
China State Shipbuilding Corporation (chinesisch 中国船舶集团有限公司, Pinyin Zhōngguó Chuánbó Jítuán Yǒuxiàn Gōngsī), kurz „CSSC“, ist ein chinesisches, staatliches Unternehmen in den Bereichen Schiffbau, Meerestechnik, Windturbinen und Maschinenbau mit Firmensitz in Peking. Das Unternehmen wurde 1999 gegründet und wird von Hu Wenming geleitet.

## Konzernstruktur
Die Gruppe besteht aus rund 60 Einzel- und Beteiligungsunternehmen mit Schwerpunkten in schiffs- und meerestechnischen Forschungseinrichtungen, im Schiffsneubau für zivile und militärische Schiffe, der Schiffsreparatur, dem allgemeinen Stahlbau und dem Bau von Komponenten sowie Systemen der Schiffbauzulieferindustrie.
Zu den Tochterunternehmen des Konzerns zählen unter anderem Jiangnan Shipyard, Huangpo Wenchong Shipbuilding und Hudong-Zhonghua Shipbuilding.
Am 19. Januar 2015 verkaufte Wärtsilä seine Zweitaktsparte mit rund 350 Mitarbeitern an das zusammen mit CSSC gegründete Gemeinschaftsunternehmen Winterthur Gas & Diesel, wobei CSSC 70 Prozent und Wärtsilä 30 Prozent der Aktien erhielt. In 2016 übernahm CSSC dann die restlichen Anteile von Wärtsila.

Der aktuelle Standort der Jiangnan Shipyard auf der Chanxingdao Insel

## Schiffsneubau
Im Schiffsneubau verfügt CSSC über ein breites Spektrum von Produkten, angefangen von Öltanker (VLCC) und Massengutfrachter, LNG-Tanker sowie LPG-Tanker, Chemietanker, Containerschiffe, R-Ro-Schiffe und Selbstlader. Außerdem werden auch  High-Speed-Schiffe, Schiffe für die Meerestechnik und das Militär entwickelt und hergestellt.
Die Werften befinden sich an zwei Standorten; die Longxue-Werft in Guangzhou baut vorwiegend Massengutschiffe wie  Tanker und Bulker und die Changxing-Werft in Shanghai baut das restliche Spektrum.
Der größte Mitbewerber im Schiffbau ist in China der staatliche Konzern China Shipbuilding Industry Corporation (CSIC). Im Juli 2025 wurde die beabsichtigte Fusion von CSSC und CSIC zum dann größten Schiffbauunternehmen der Welt bekanntgegeben.

## Windturbinen
Das Tochterunternehmen Haizhuang Wind Power stellt offshore-Windturbinen mit 260 m Rotordurchmesser und 18 MW Leistung her.